# 辻本好美
辻本 好美（つじもと よしみ、1987年12月27日 - ）は、日本の尺八奏者。和歌山県出身。

## 人物・経歴
父親（尺八奏者・辻本公平）の影響で16歳から尺八を習い始める。
2005年8月に和歌山県橋本市の国際親善大使として、カリフォルニアで初の海外演奏。
2010年東京芸術大学音楽学部邦楽科尺八専攻（琴古流）卒業。
2015年2月、海外向けに放送されているNHKワールドの番組でマイケル・ジャクソンのヒット曲「Smooth Criminal」を箏奏者と十七絃奏者と3人でカバーしたところ、インターネット上で世界的に話題になった。
2016年9月、ソロ・プロジェクトBamboo Flute Orchestra "SHAKUHACHI" でソニー・ミュージックエンタテインメント（SMEレコーズ）よりデビュー。
2018年10月、Bamboo Flute Orchestraとして2ndアルバム "尺八Classics”をリリース。
2018年10月〜11月にかけて行われた、笑福亭鶴瓶落語会で客演（全12公演）
2019年3月現在までに、世界24カ国・33都市・53公演を行っている。

## ディスコグラフィ
ソロ
- Blooming wind (2025)

Bamboo Flute Orchestra
- SHAKUHACHI (2016)
- 尺八Classic (2018)

ソロ・プロジェクトでのデビュー作から、二作目は新たにメンバーを迎え女性尺八奏者5人組ユニットとして生まれ変わった。メンバーは辻本好美（YOSHIMI）、松岡幸紀（YUKI）、柴香山（KAORI）、田辺しおり（SHIORI）、中島麗（REI）。
結 （ゆい） − はなわちえ（津軽三味線）、柿木原こう（箏）とのトリオ　※活動休止
- 唯、君に (2011)

fuga − はなわちえ（津軽三味線）との和楽器ユニット
- Woman -JPN- (2015)

Asian Groove Nation （AJIGUL） − 砂川彩乃（ピアノ）とのデュオ
- sakura (2015)

Go！Go！せたがやオールスターズ - 所ジョージ、木梨憲武、天津木村、辻本好美、武田雛歩からなるユニット。
- 岩手県ここだと思います（2024年3月1日）

## 出演

### TV
- Blends / NHK World (2015年2月11日)[3]
- ネプとイモトの世界番付 / NTV (2016年1月15日)
- ノンストップ / CX (2016年9月27日)
- スッキリ！！ / NTV (2016年9月28日)[10]
- oha!4 NEWS LIVE / NTV (2016年9月28日)
- news every. / NTV (2016年9月28日)
- バディーズ〜私と大切な仲間たち〜 / CX (2016年12月1日)
- スッキリ！！ / NTV (2016年12月28日)[11]
- 世界へ届け！日本の伝統芸能 / NHK Eテレ (2017年1月1日)
- 第49回思い出のメロディー / NHK (2017年8月5日)
- あすのWA！ / NHK (2017年10月19日)
- あすのWA！ / NHK (2017年12月27日)
- おはよう日本 / NHK (2018年1月13日)
- ナカイの窓 / NTV (2018年5月30日)
- うたコン / NHK (2018年11月6日)[12]
- 有田哲平の夢なら醒めないで / NTV (2018年10月30日)[13][14]
- エンター・ザ・ミュージック / BSテレ東 (2019年4月6日)[15]
- ニッポンぶらり鉄道旅 (NHK BSプレミアム) - 旅人
  - 第234回 京王線 (2022年3月17日)
  - 第239回 東京メトロ丸ノ内線 (2022年5月4日)
  - 第262回 京成本線・京成金町線 (2023年2月15日)
- 開運!なんでも鑑定団 / テレビ東京 (2024年7月16日)[16]

### 雑誌
- FIGARO JAPON / 世界で評価される日本人特集 (2017年12月20日 / 2月号)
- 週刊ポスト / 和楽器美女子カルテット (2019年4月1日 / 4.12号)[17]

## 受賞歴
- 2014年 和歌山県橋本市文化奨励賞[18]
- 2020年 大桑文化奨励賞 (財団法人大桑教育文化振興財団)[19]
- 2020年 和歌山県文化奨励賞[20][21]